# Colorful Dreams! Colorful Smiles!
「Colorful Dreams! Colorful Smiles!」（カラフル・ドリームス カラフル・スマイルズ）は、虹ヶ咲学園スクールアイドル同好会によるシングル。2022年4月20日にLantisから発売された。

## 背景
前作「Awakening Promise/夢がここからはじまるよ」から約1年4ヶ月ぶりとなるシングルで、テレビアニメ『ラブライブ！虹ヶ咲学園スクールアイドル同好会』第2期のオープニングテーマである表題曲とカップリング曲、およびオフヴォーカルバージョンを収録している。
ミア・テイラー（内田秀）と、鐘嵐珠（法元明菜）の2人が加入し、12人体制となった虹ヶ咲学園スクールアイドル同好会初の単独シングル。

## アートワーク
| 上段 | 天王寺璃奈、ミア・テイラー、鐘嵐珠、三船栞子、優木せつ菜                     |
| 下段 | 宮下愛、中須かすみ、朝香果林、上原歩夢、桜坂しずく、近江彼方、エマ・ヴェルデ |

## リリース
2022年4月20日にLantisからリリースされ、初回生産特典として『虹ヶ咲学園スクールアイドル同好会メンバーカード』（全12種・ランダムで1枚）、スマートフォン用ゲーム『ラブライブ! スクールアイドルフェスティバル ALL STARS』で利用できるシリアルコード、『ラブライブ!虹ヶ咲学園スクールアイドル同好会5th Live チケット最速先行抽選申込券』がそれぞれ封入されている。

## チャート成績
2022年5月2日付オリコン週間シングルランキングで3位にランクインした。
2022年4月27日付のBillboard Japan Hot Animationでは10位、Billboard Japan Hot 100では32位にそれぞれランクインした。

## 収録曲
| #         | タイトル                                         | 作詞         | 作曲             | 編曲          | 時間  |
| --------- | ------------------------------------------------ | ------------ | ---------------- | ------------- | ----- |
| 1.        | 「Colorful Dreams! Colorful Smiles!」            | Ayaka Miyake | 要田健 Carlos K. | 要田健 tasuku | 4:24  |
| 2.        | 「トワイライト」                                 | 鈴木エレカ   | 鈴木エレカ JOE   | JOE           | 4:14  |
| 3.        | 「Colorful Dreams! Colorful Smiles!」(Off Vocal) |              |                  |               | 4:24  |
| 4.        | 「トワイライト」(Off Vocal)                      |              |                  |               | 4:12  |
| 合計時間: | 合計時間:                                        | 合計時間:    | 合計時間:        | 合計時間:     | 17:14 |